# Schwermaschinenbau Wildau

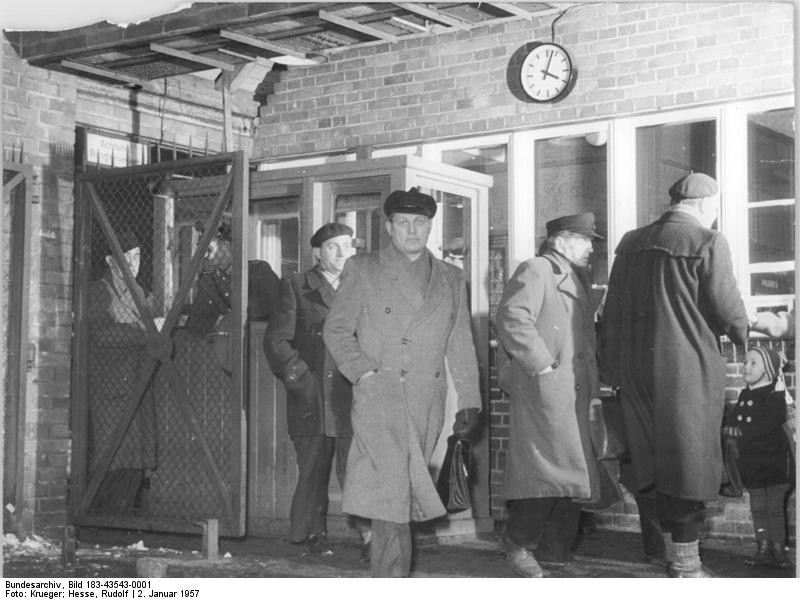
Schichtwechsel 1957

Schwermaschinenbau Wildau ist ein 1890 begründeter Industriestandort in der brandenburgischen Stadt Wildau am südöstlichen Stadtrand von Berlin. Im Laufe der Jahrzehnte wurden hier unter anderem Lokomotiven, Flugzeuge, Rüstungsgüter und Maschinenteile hergestellt.
Das ansässige Unternehmen war zunächst die BMAG (Berliner Maschinenbau AG vormals Louis Schwartzkopff), nach dem Zweiten Weltkrieg zunächst die LOWA (Vereinigung volkseigener Betriebe des Lokomotiv- und Waggonbaus), ab 1950 „ABUS“ (Ausrüstungen für Bergbau und Schwerindustrie), ab 1969 das SKET (Schwermaschinenbau-Kombinat „Ernst Thälmann“) und ab 1990 die SMB (Schwermaschinenbau AG Wildau). Im nördlichen Werksteil produzierten ab 1907 die Maffei-Schwartzkopff-Werke, ab 1936 die AEG. 1949 wurden beide Werksteile vereinigt.
Von 1952 bis 1990 trug das Wildauer Werk den Namen des Vorsitzenden der Staatlichen Plankommission der DDR, Heinrich Rau. Das Gelände des durch die Treuhandanstalt zerschlagenen Industriestandorts wird heute durch die Technische Fachhochschule Wildau sowie einige kleinere Nachfolgefirmen des Schwermaschinenwerks (u. a. SMB Wildau GmbH) genutzt.

## Schwartzkopffs Lokomotivfabrik

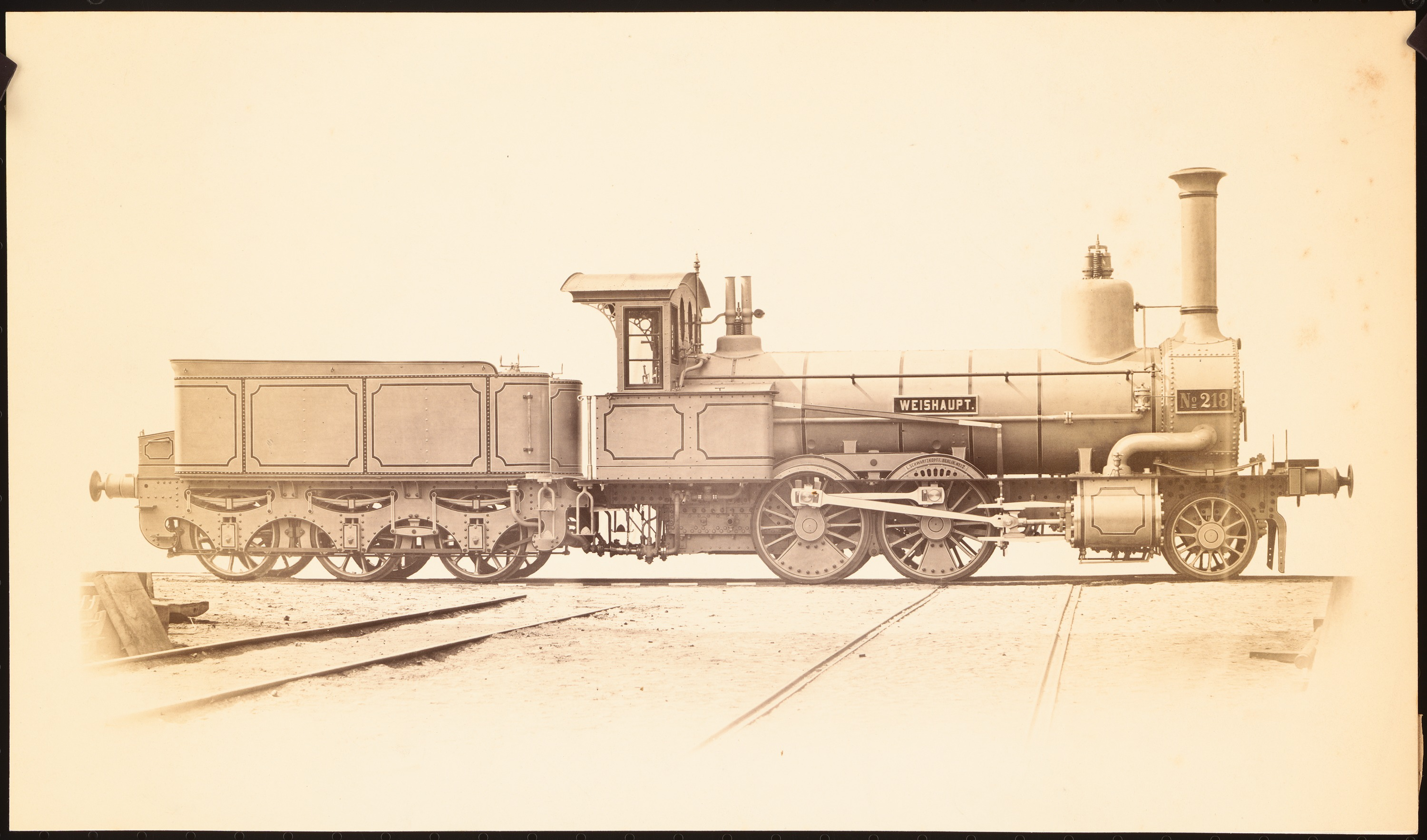
1 B Güterzuglok „Weishaupt“

Im Jahr 1897 kaufte die Berliner Maschinenbau AG (BMAG) in Wildau ein großes, direkt an der Görlitzer Bahn gelegenes Grundstück, um eine Lokomotivfabrik zu errichten. Die Anbindung an die Dahme und damit der Wasserstraße Richtung Spree wurde mittels eines Stichkanals realisiert. Bereits drei Jahre später erfolgte die Betriebsübergabe der Fabrik. Ab 1910 wurden auch elektrische Lokomotiven gebaut, der wirtschaftliche Erfolg hielt an. So konnte 1913 die 5000. Lok aus der Fabrik ausgeliefert werden, die damals zu den größten Lokomotivenwerken Europas gehörte.
Die Berliner Maschinenbau AG entwickelte sich aus der Mitte des 19. Jahrhunderts von Louis Schwartzkopff in Berlin gegründeten Eisengießerei und Maschinenfabrik. Diese Unternehmung entwickelte sich schnell und stellte Bergwerksausrüstung, Dampfpumpen, Weichen, Eisenbahnschwellen, Drehscheiben und auch Gewehre und Geschützteile her. 1867 stellte die damalige „Eisengießerei und Maschinenfabrik von L. Schwartzkopff“ ihre erste Lokomotive, eine 1 B Güterzuglok „Weishaupt“ für die Niederschlesisch-Märkische Eisenbahn her.
Zur Zeit der Wildauer Werkseröffnung lebte der Gründer bereits nicht mehr, das Unternehmen wurde von den Direktoren Klemperer, Rumschöttel, Eich, Bachmeyer und Schreibhardt geleitet. Mit dem Ausbruch des Ersten Weltkriegs 1914 profitierte die AG sehr bald von der Produktion von Kriegsgütern. Musste die Produktion im Werk in Wildau anfänglich noch durch Einberufungen und Einstellung von Aufträgen an verfeindetes Ausland gedrosselt werden, wurden bald Lokomotiven und Torpedoteile für den Kriegseinsatz gebaut. Im Jahr 1915 wurde eine moderne Hammerschmiede eingeweiht, 1917 die autogene Metallbearbeitung mit dem Bau einer Wasserstofferzeugungsanlage eingeführt und 1918 eine Wasserenteisungsmaschine erbaut. Schon 1916 wurde ein Kriegsgefangenenlager im Werk errichtet, um den Arbeitskräftemangel auszugleichen.
Nach dem Ersten Weltkrieg wurden weiter Vergrößerungen des Werks vorgenommen. Im Jahr 1922 erhielt es den größten Sammelauftrag der Reichsbahn über 700 Heißdampflokomotiven.
Das Werksgelände, das heute als zusammengehörig wahrgenommen wird, war in dieser Zeit entlang des Stichkanals in zwei Betriebe getrennt. Im Süden produzierte die BMAG, im Norden die Maffei-Schwartzkopff-Werke, die ab 1907 Pumpen, Turbinen und Elektromotoren bauten.
Die Weltwirtschaftskrise machte Anfang der 1930er Jahre auch vor Wildau nicht halt. Im Oktober 1930 streikten auch im Werk Wildau die Metallarbeiter und brachten die Produktion in der BMAG zum Stillstand. Die Maffei-Schwartzkopff-Werke wurden geschlossen, die Turbinenproduktion nach München verlegt und alle Arbeiter entlassen.

## Rüstungsproduktion im Zweiten Weltkrieg

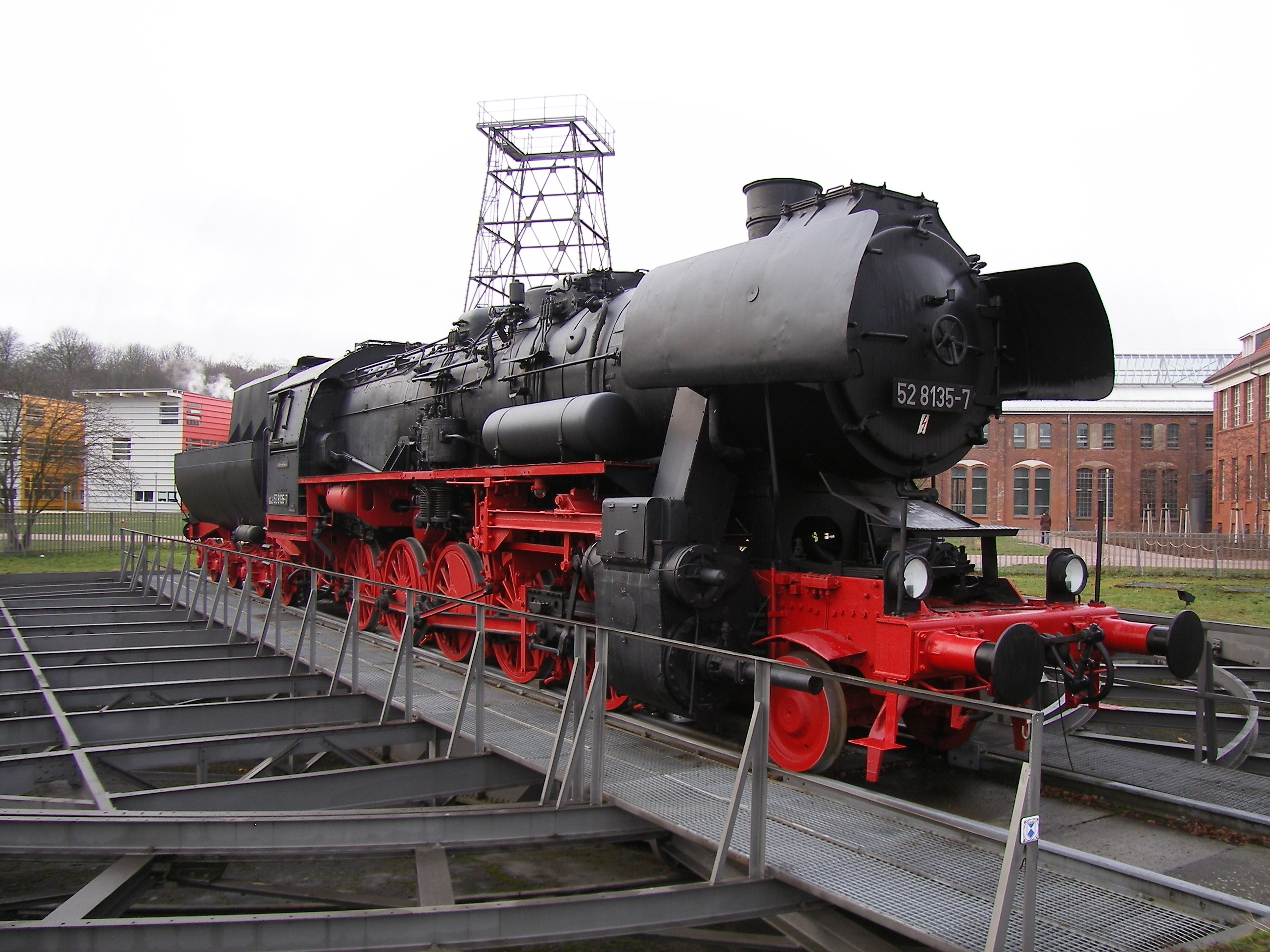
Diese „Kriegslok“ der Baureihe 52 erinnert heute auf dem ehemaligen Werksgelände an den Wildauer Lokomotivbau

Im Zuge der Aufrüstung von Reichswehr und Wehrmacht wurden ab 1934 auch in Wildau verstärkt Rüstungsgüter gefertigt. Es ergingen Aufträge für Geschütze, Geschützrohre, Minenwerfer, Kartuschen, Flugzeug-Propellernaben, Teile für Torpedos sowie U-Bootausrüstungen.
Die geschlossenen Werksanlagen nördlich des Stichkanals wurden 1936 von der AEG übernommen und stellten ab 1938 nur noch Rüstungsgüter für die Luftwaffe her. Es wurde praktisch ein Zweigbetrieb der Junkerswerke Dessau, der Flugzeugrümpfe (Zellen) und andere Flugzeugteile fertigte. Diese wurden mit der Reichsbahn zu den Henschel Flugzeug-Werken auf dem Gelände des heutigen Flughafens Berlin Brandenburg transportiert und dort fertigmontiert.
Bei der BMAG wurden 1940 die letzten Schnellzuglokomotiven gebaut. Das Unternehmen wurde komplett auf Rüstungsproduktion umgestellt und stellte nun sogenannte „Kriegslokomotiven“ der Baureihe 52 her. Insgesamt verließen 6719 Stück das Werk in Wildau. Der Anteil der direkten Rüstungsgüter betrug ein Drittel der Produktion. Zwei Drittel machte der Lokomotivbau aus.
Ab 1942 wurden Kriegsgefangene und Zwangsarbeiter in Wildau interniert und zur Arbeit in den Industriebetrieben, beim Bau der Luftschutzstollen und in der Landwirtschaft eingesetzt. Insgesamt gab es bis Kriegsende 13 Lager in der Ortschaft, das größte davon direkt an der Jahnstraße. Etwa 10.000 Menschen wurden 1945 so festgehalten, davon arbeiteten 6000 bei der BMAG. Die russische Ärztin Galina Romanowa war eine Schlüsselfigur des organisierten Widerstands unter den Zwangsarbeitern in Wildau, Berlin und Oranienburg. Sie wurde, wie auch Nikolaj Romanenko sowie Aleksej Kalenyčenko, welche in Wildau arbeiten mussten, durch den NS-Volksgerichtshof verurteilt und 1944 hingerichtet. Nikolaj Romanenko war Dolmetscher und Lagerältester im Wildauer Lager für Zwangsarbeiter aus der Sowjetunion. Konstantin Žadkevič war der Kopf dieser Gruppe und hatte Verbindungen zur Widerstandsgruppe Europäische Union (Widerstandsgruppe) um Robert Havemann. Heute erinnern nur noch Fundamente der Baracken und die Westhangtreppe, ein Gedenkstein auf dem Wildauer Friedhof, ein Erinnerungsort auf dem Campus der Technischen Hochschule (direkt neben der Lokomotive) und ein Denkmal vor der Schwimmhalle in der Jahnstraße an die Leiden dieser Menschen.
Am 8. März 1944 wurde das Werk Ziel eines alliierten Bombenangriffs, der einige Schäden anrichtete, aber die Produktion nur kurz beeinträchtigen konnte.
Das Werk erhielt ab 1943 Splitterschutzgräben und am Westhang errichtete man für die Arbeiter ein Bunkersystem. Die Wildauer Arbeiter Paul Schütze und Otto Grabowski wurden 1944 hingerichtet, da sie aktiv im Widerstand gegen Nationalsozialismus und Krieg tätig waren.

## Besetzung und Nachkriegszeit

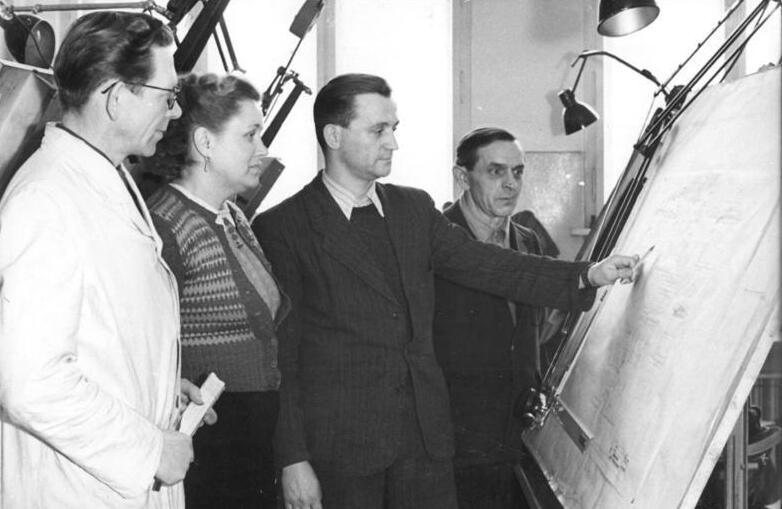
Ingenieure im VEB ABUS Wildau, 1951

Am 25. April 1945 wurde Wildau von der sowjetischen Armee besetzt. Der Ort erhielt einen sowjetischen Ortskommandanten. Der sowjetische Betriebskommandant Tarassow war für den Weiterbetrieb und die Demontage des Wildauer Werkes in dieser Zeit zuständig. Diese erfolgte ab dem Juni 1945, die letzte Lokomotive, eine E h 2 Lok, verließ das Werk im November 1945 und wurde bei der Reichsbahn unter der Nummer 42 856 in Brück (Mark) in Dienst gestellt. Die Demontage zog sich bis 1946 hin und endete mit dem kompletten Leerstand aller Hallen. Die Produktionshallen der AEG wurden sogar bis 1948 vollständig niedergerissen, nur das Verwaltungsgebäude blieb bestehen.
Am 3. Februar 1949 wurde die „LOWA-Lokomotivbau Wildau VEB“ gegründet, damit wurden die Reste beider „Schwartzkopff“-Werke zu einem Volkseigenen Betrieb. Die erste Produktion mittels alter schrottreifer Maschinen umfasste die Reparaturen von Waggons, Haldenpflügen für die UdSSR, aber auch den Bau von Aschekästen. Auf der Leipziger Messe 1950 wurde dann schon eine dieselgetriebene Feldbahnlok vorgestellt, die in Wildau produziert wurde.
Auf Anordnung der SMAD wurde im Juni 1950 der VEB in „ABUS“ (Ausrüstungen für Bergbau und Schwerindustrie) umbenannt. Wildau sollte sich zukünftig nicht mehr mit Lokomotivbau beschäftigen und sich auf den Schwermaschinenbau spezialisieren.

## VEB Schwermaschinenbau „Heinrich Rau“

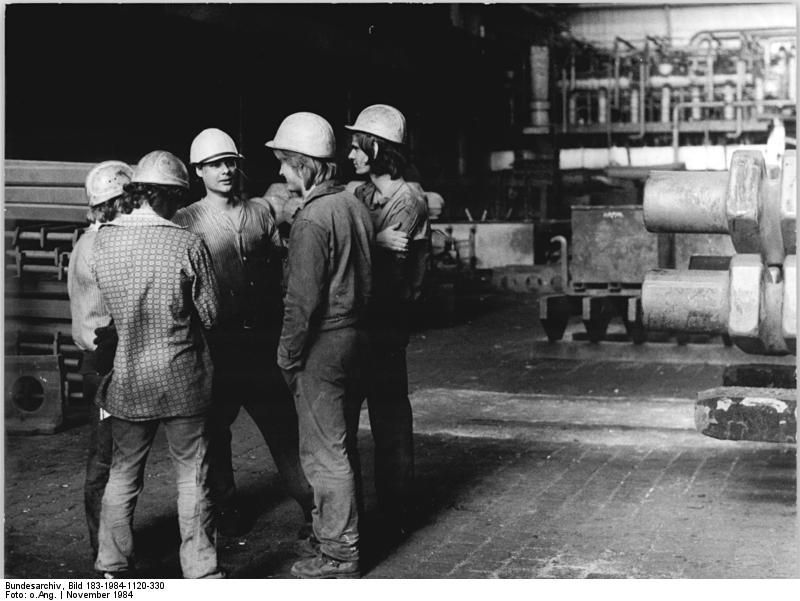
Jugendbrigade 1984

Im Jahr 1951 arbeiteten wieder 2000 Menschen in dem Werk, das jetzt auch Walzwerksausrüstungen herstellte. Die sowjetischen Soldaten verließen das Werk. Im Jahr 1952 wurde der Betrieb in Schwermaschinenbau „Heinrich Rau“ (SHR) umbenannt, es wurde die neu erbaute Schmiede eröffnet. 1954 wurde die Betriebspoliklinik eröffnet sowie das Sportstadion in Hoherlehme erbaut. Im Jahr 1969 wurde das Werk Teil des Schwermaschinenbaukombinats „Ernst Thälmann“ (SKET) mit Hauptsitz in Magdeburg. Der Wildauer Betrieb hatte ca. 3500 Beschäftigte und produzierte vorrangig Kurbelwellen für Schiffsdieselmotoren (überwiegend Export), Wälzlager, Maschinen für die Rohrproduktion, aber auch Konsumgüter für den Binnenmarkt der DDR. Mit viel freiwilliger Arbeit verbunden wurde 1970 die Sport- und Schwimmhalle eröffnet.

## Der Standort Wildau seit 1990
Nach der politischen Wende und noch vor dem Ende der DDR wurde am 1. Juli 1990 die Schwermaschinenbau AG Wildau (SMB) gegründet. Sie gehörte zu 100 Prozent der Treuhandanstalt. Alle sozialen Betriebseinrichtungen wurden geschlossen oder an die Gemeinde Wildau übergeben. Im Dezember 1991 hatte das Werk noch 1700 Mitarbeiter.
Im Juni 1993 wurde das Ringwalzwerk stillgelegt. Im Dezember 1993 betrug die Mitarbeiterzahl noch 700. Im August 1994 wurde die Wildauer Kurbelwellen GmbH ausgegründet. Zusammen mit den Schmiedewerken Gröditz gehört dieser Betrieb seit 1997 zur Georgsmarienhütte Holding GmbH. Die SMB–Sondermaschinenbau GmbH Wildau (seit 2018 SMB Wildau GmbH) wird mit 129 Mitarbeitern gegründet. Die Schwermaschinenbau-Aktiengesellschaft geht am 1. März in die Liquidation.
Die Technische Hochschule Wildau (FH) erwarb einen nördlichen Teil des ehemaligen Betriebsgeländes und errichtete dort ihren neuen Campus.